# París-Roubaix 1925
La París-Roubaix 1925 fou la 26a edició de la París-Roubaix. La cursa es disputà el 12 d'abril de 1925 i fou guanyada pel belga Félix Sellier. Es desconeix la posició exacta dels 27 ciclistes que finalitzaren la cursa a partir de la setena posició.

## Classificació final
|   | Ciclista         | Equip             | Temps |
| - | ---------------- | ----------------- | ----- |
| 1 | Félix Sellier    | Alcyon-Dunlop     |       |
| 2 | Pietro Bestetti  | Wolsit - Pirelli  |       |
| 3 | Jules Van Hevel  | Wonder            |       |
| 4 | Pietro Linari    | Legnano - Pirelli |       |
| 5 | Henri Suter      | Griffon           |       |
| 6 | Adelin Benoit    | Thomann           |       |
| 7 | Jean Debusschere | Alcyon - Dunlop   |       |